# Dracula psittacina
Dracula psittacina es una especie de orquídea epifita. Es originaria de Colombia.

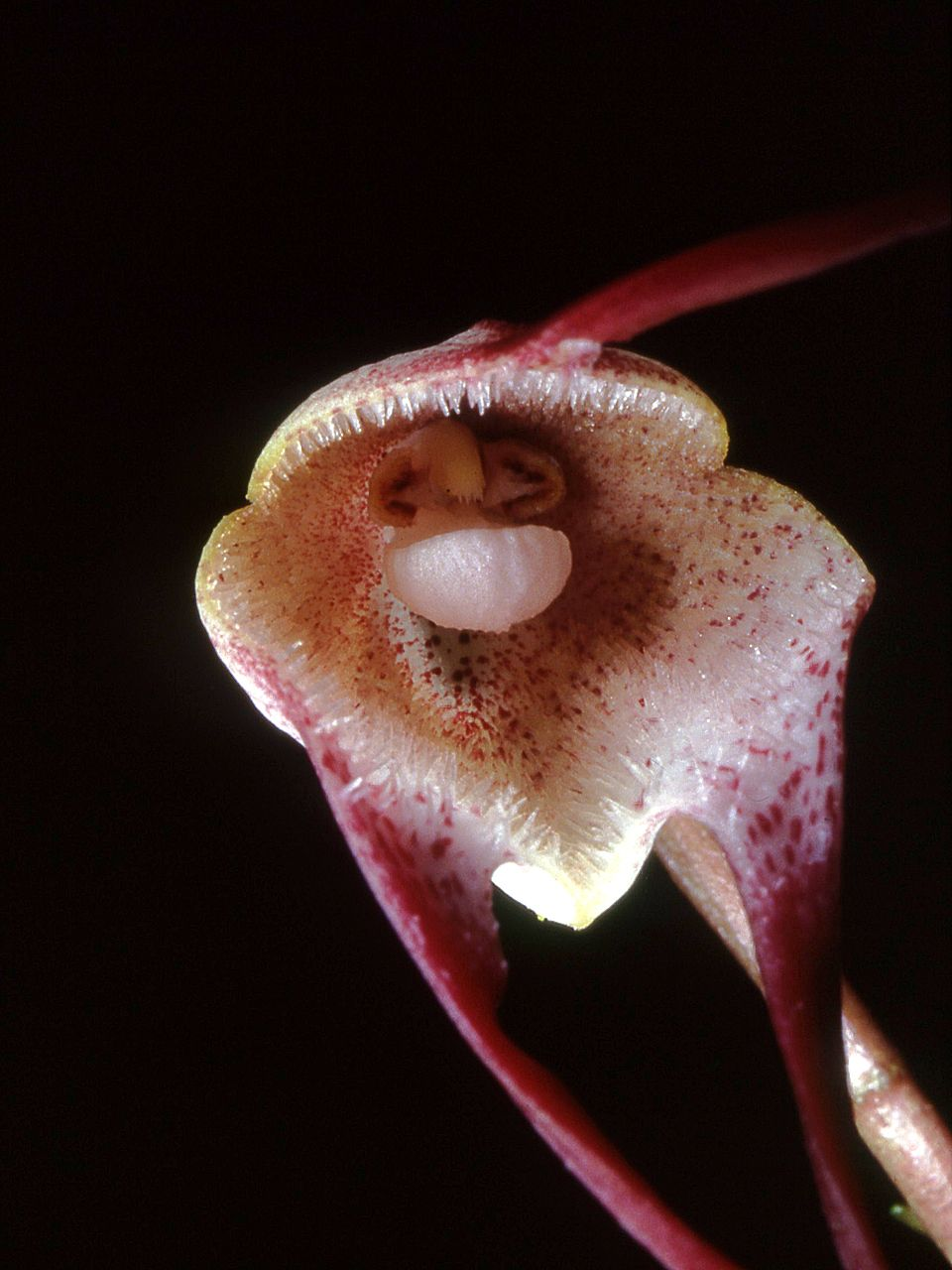
Detalle de la flor

## Descripción
Es una orquídea de tamaño medio, con hábito de epifita y con ramicaules delgados, erguidos, que están envuelto basalmente por 2-3 vainas sueltas, tubulares y que llevan una sola hoja, apical, erecta, delgadamente coriáceas, carinada, estrechamente elíptica-obovada, aguda, poco a poco  cuneada abajo en la base conduplicada. Florece en la primavera y el otoño en una inflorescencia delgada, púrpura, más o menos ascendente a  horizontal, de 10 al 15 cm de largo, suelta, con sucesivamente 1-6 flores que surgen de la parte baja en el ramicaule y lleva una bráctea floral tubular.

## Distribución y hábitat
Se encuentra en las cordilleras central y oriental de Colombia en los bosques de niebla en las elevaciones de 2200 a 2400.  

## Taxonomía
Dracula psittacina fue descrita por (Rchb.f.) Luer & R.Escobar y publicado en Thesaurus Dracularum 6: 10. 1993.
Etimología
Dracula: nombre genérico que deriva del latín y significa: "pequeño dragón", haciendo referencia al extraño aspecto que presenta con dos largas espuelas que salen de los sépalos.
psittacina; epíteto latíno que significa "como un papagallo", (probablemente una alusión a la yema floral).
Sinonimia
- Masdevallia psittacina Rchb.f.	[5][6]